# Marjane, Marjane
Marjane, Marjane hrvatska je narodna domoljubna pjesma koju je prvi put zapisao pjesnik Ivo Tijardović. Danas je ona službena himna Grada Splita.

## Stihovi
| Marjane, Marjane |
| --- |
| Marjane, Marjane, Marjane, Marjane, Marjane, Marjane, ča barjak ne viješ? Ča barjak ne viješ, milu trobojnicu? Milu trobojnicu crven, bijeli, plavi. Crven, bijeli, plavi, naš barjak hrvatski. Tko se pod njim vije, kukavica nije. A tko se ne vije, bolje da ga nije. |

## Ostale inačice
Marjane, Marjane
Marjane, Marjane, Marjane, Marjane,

Marjane, Marjane, ča barjak ne viješ,

ča barjak ne viješ, ča barjak ne viješ,

ča barjak ne viješ, milu trobojnicu.
Milu trobojnicu, milu trobojnicu,

milu trobojnicu, crven, bijeli, plavi,

crven, bijeli, plavi, crven, bijeli, plavi,

crven, bijeli, plavi, to je barjak pravi.

### Partizanska inačica
| Marjane, Marjane, Marjane, Marjane, Marjane, Marjane, ča barjak ne viješ, ča barjak ne viješ, ča barjak ne viješ, ča barjak ne viješ, milu trobojnicu. Na kojoj se čita, na kojoj se čita Na kojoj se čita, ime druga Tita. A na drugoj strani, a na drugoj strani, A na drugoj strani, naprid Partizani! A na vrh barjaka, a na vrh barjaka A na vrh barjaka, zvizda petokraka! Tko se pod njim bije, tko se pod njim bije, tko se pod njim bije, kukavica nije, a 'ko se ne bije, a 'ko se ne bije, a 'ko se ne bije, bolje da ga nije. I još jedno slovo, i još jedno slovo, I još jedno slovo, ime Staljinovo, I još jedna bratska, i još jedna bratska I još jedna bratska, živila Hrvatska! Živila sloboda, živila sloboda, živila sloboda, Hrvatskog naroda!. |

### Današnja inačica
| Marjane, Marjane, Marjane, Marjane, Marjane, Marjane, ča barjak ne viješ, ča barjak ne viješ, ča barjak ne viješ, ča barjak ne viješ, milu trobojnicu. Milu trobojnicu, milu trobojnicu, milu trobojnicu, crven, bili, plavi, crven, bili, plavi, crven, bili, plavi, crven, bili, plavi, to je barjak pravi. Pod kojim su pali, pod kojim su pali, pod kojim su pali Zrinski-Frankopani. Za kojim se hvali, za kojim se hvali, za kojim se hvali, cila Dalmacija! Tko se pod njim bije, tko se pod njim bije, tko se pod njim bije, kukavica nije, a 'ko se ne bije, a 'ko se ne bije, a 'ko se ne bije, bolje da ga nije. I još jedno slovo, i još jedno slovo, I još jedno slovo, ime Tuđmanovo! I još jedno slovo, i još jedno slovo, I još jedno slovo, ime Isusovo! I još jedna bratska, i još jedna bratska I još jedna bratska, živila Hrvatska! Živila sloboda, živila sloboda, živila sloboda, Hrvatskog naroda! |

## Povijest
Misli se da su hrvatski radnici i seljaci koji su pošumili Marjan (Puntari) i od njega napravili ovo što sad je prvi među kojima je zaživila ova pjesma i da je nastala od njih samih.
Inače su Puntari (spominju se u "himni" Dalmacije pokojnog Ljube Stipišića Delmate) zagovornici jačanja veza između Dalmacije koja se smatra kolijevkom hrvatstva i ostatka Hrvatske te susjednih krajeva gdje žive Hrvati.
Zbog domoljubnog sadržaja izvođenje pjesme "Marjane, Marjane" u bilo kojoj inačici gdje se spominjao pridjev "hrvatski" u socijalističkoj Jugoslaviji (od 1945. do 1990. godine) komunističke vlasti su vršile progon hrvatskih domoljuba proglašavajući iste državnim neprijateljima, reakcionarima, narodnim neprijateljima, zločincima, nacionalistima, fašistima, ustašama i sl. Bila je zabranjena. Takve pjesme nisu se smjele ni izvoditi ni tiskati sve do osamostaljenja Republike Hrvatske 1991. godine. Pjevale su se samo potajno. Osobe koje nisu pjevale komunističku inačicu pjesme dobivali su za to zatvorske i(li) velike novčane kazne.